# فرانسوا ویلیه
فرانسوا ویلیه (فرانسوی: François Villiers‎; زاده ۲ مارس ۱۹۲۰ – مرگ ۲۹ ژانویهٔ ۲۰۰۹) کارگردان فیلم اهل کشور فرانسه بود.